# مانويل أوجيدا
مانويل أوجيدا (بالإسبانية: Manuel Ojeda)‏ (4 نوفمبر 1940 - 	11 أغسطس 2022)، هو مُمثل مكسيكي، ولد في 4 نوفمبر 1940 في مدينة لا باز (المكسيك).

## أعمال

### أفلام
- (1984) مغازلة الحجر[4]

## وصلات خارجية
- مانويل أوجيدا على موقع IMDb (الإنجليزية)
- مانويل أوجيدا على موقع أول موفي (الإنجليزية)
- مانويل أوجيدا على موقع قاعدة بيانات الفيلم (الإنجليزية)